# Iuliia Kaplina
Iuliia Kaplina, née le 11 mai 1993, est une grimpeuse russe.

## Palmarès

### Coupe du monde
- 2013
  -  Médaille d'argent en vitesse
- 2014
  -  Médaille d'argent en vitesse
- 2015
  -  Médaille de bronze en vitesse
- 2016
  -  Médaille de bronze en vitesse

### Championnats du monde
- 2012 à Paris,  France
  -  Médaille d'argent en vitesse
- 2016 à Paris,  France
  -  Médaille de bronze en vitesse
- 2021 à Moscou,  Russie
  -  Médaille d'argent en vitesse

### Jeux mondiaux
- 2013 à Cali,  Colombie
  -  Médaille de bronze en vitesse
- 2017 à Wrocław,  Pologne
  -  Médaille d'or en vitesse

### Championnats d'Europe
- 2015
  -  Médaille d'argent en vitesse
- 2017
  -  Médaille d'or en vitesse
- 2020
  -  Médaille de bronze en vitesse